# Der arme Heinrich (Drama)

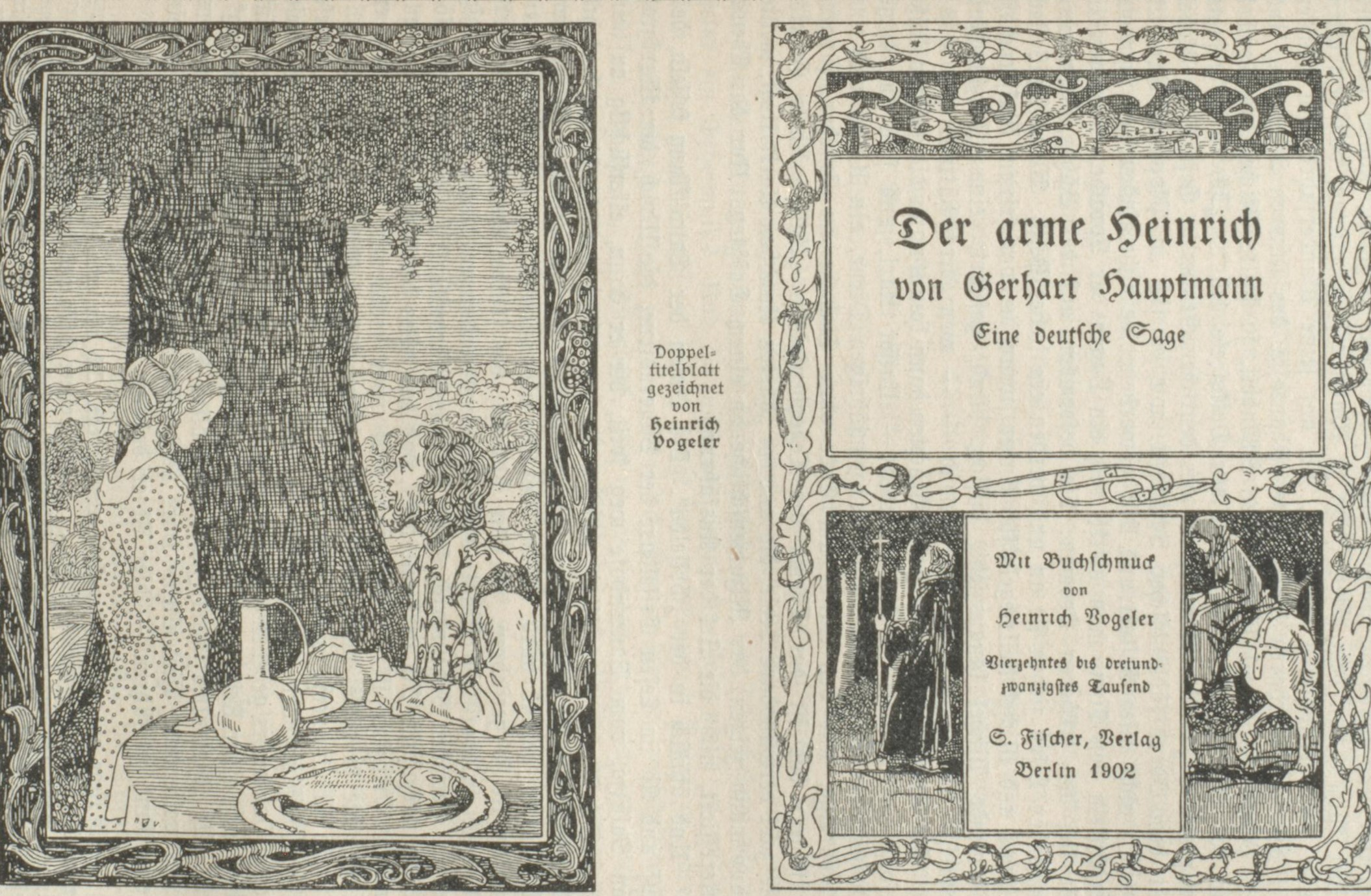
Der arme Heinrich (1902)

Der arme Heinrich – Eine deutsche Sage ist ein Drama des deutschen Dichters Gerhart Hauptmann. Die Uraufführung fand am 29. November 1902 am Wiener Burgtheater statt. Das Drama ist eine Adaption des Versepos Der arme Heinrich von Hartmann von Aue und ist der Neuromantik zuzuordnen.

## Handlung
Das in fünf Akte unterteilte Drama erzählt die Geschichte des Edelmannes Heinrich von Aue, der sich aufgrund einer Krankheit aus seinem gehobenen Leben zurückzieht und vorhat zu sterben. Zunächst jedoch kehrt er auf einen Meierhof zurück, auf dem der Meier Gottfried, seine Frau Brigitte und ihre Tochter Ottegebe leben. Dort war er vor einigen Jahren schon einmal gewesen und hat Ottegebe scherzhalber mein klein Gemahl genannt. Trotz seiner Aussätzigkeit ist das Mädchen dem Mann gegenüber sehr hingebungsvoll. Als Heinrich eines Tages aufbricht, um im Wald zu sterben, verfällt Ottegebe in eine tiefe Depression und isst und spricht nicht mehr. Ihr Vater und der Pater Benedikt, der das Mädchen als sehr gläubig kannte, bitten Heinrich um Hilfe, da sie fürchten, das Mädchen falle zunehmend Satan in die Hände. Heinrich reagiert allerdings abweisend. Daraufhin nimmt Pater Benedikt Ottegebe zu sich. Als Heinrich später in das Kloster eindringt, kommt es zum Streit mit dem Pater. Ottegebe stößt dazu und verschwindet zusammen mit Heinrich. Sie plant zu einem Salerner Arzt zu gehen, der Heinrich von seinem Leiden befreien könne, wenn eine sich im heiratsfähigen Alter befindende Jungfrau für ihn ihr Leben ließe. Schließlich kehren beide auf das Schloss zu Aue zurück. Heinrich krönt Ottegebe und sie werden von Pater Benedikt getraut. Nach einem Kuss und Ottegebes Satz: „Nun sterb’ ich doch den süßen Tod!“ setzt er sich ebenfalls die Krone auf.

## Entstehung
Hauptmann entwickelte das Drama nach vielen Entwürfen und Umgestaltungen zwischen 1897 und 1902. Der Verfasser befand sich zu dieser Zeit in einer Lebenskrise, da er sich Mitte der 1890er von seiner Frau Marie Hauptmann getrennt hatte und seitdem mit seiner neuen Lebensgefährtin Margarethe Marschalk zusammenlebte, die er 1904 ehelichte. Hauptmanns Dramen dieser Epoche zeichnen sich durch besonders düstere Gestaltung aus. So bildet Der arme Heinrich neben Fuhrmann Henschel (1898), Michael Kramer (1900) und Rose Bernd (1903) das Hauptwerk.

### Unterschiede zum Original von Hartmann von Aue
Aus der Adaption des mittelalterlichen Texts von Hartmann von Aue und Umwandlung in Dramenform ergeben sich einige Unterschiede. So integriert Hauptmann den Verfasser des Epos, Hartmann von Aue, in die Handlung, nennt ihn allerdings Hartmann von der Aue. Er ist ebenfalls ein Ritter wie Heinrich und ein guter Freund des Aussätzigen.
Ein weiterer Unterschied besteht darin, dass in Hartmanns von Aue Werk außer Heinrich niemand einen Namen trug. Hauptmann hingegen gab den Nebenfiguren Namen und somit Identität.
Zudem veränderte Hauptmann die Zeit, in der sich die Handlung abspielt. Durch die Verlegung in die Zeit der Kreuzzüge macht Hauptmann ihn zum Vertrauten Kaiser Friedrichs II. und verpasst ihm so eine glanzvolle Vorgeschichte. Aus den Erfolgen der Kreuzzüge fällt Heinrich nun in die Aussätzigkeit. Im mittelalterlichen Original von Hartmann von Aue war diese Handlungszeit nicht möglich, da er 1220 starb, der besagte Kreuzzug jedoch erst 1228 begann.

## Rezeption

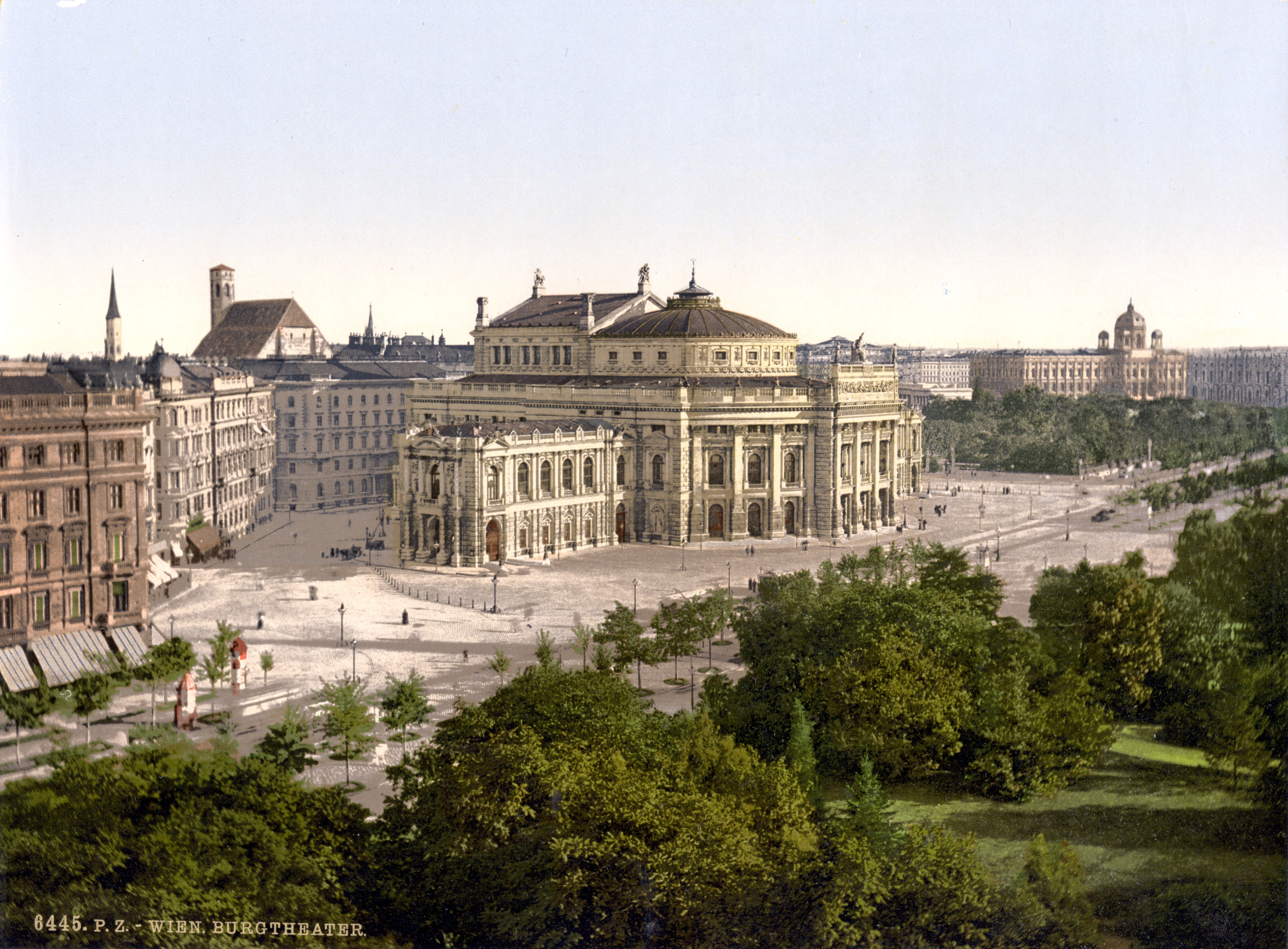
Burgtheater um 1900

Das Drama Der arme Heinrich ist eine Adaption des mittelalterlichen Versepos Der arme Heinrich von Hartmann von Aue. Dieses wurde mehrfach aufgegriffen. Besonders im 19. und 20. Jahrhundert war es Gegenstand zahlreicher Übersetzungen und Adaptionen, da es neben Walther von der Vogelweide, der Nibelungensage und Wolfram von Eschenbachs Gralsmythos Parzival eine der bekanntesten und beliebtesten deutschen Dichtungen des Mittelalters war.
Das Drama Der arme Heinrich wurde am 29. November 1902 am Wiener Burgtheater uraufgeführt. Hauptmann stand mit diesem Drama nach mehreren eher erfolglosen Stücken erstmals wieder in der Gunst des Publikums. Allerdings waren die Rezipienten zum Armen Heinrich geteilter Meinung. Die Naturalisten, deren Vorreiter Hauptmann mit seinen naturalistischen Dramen des ausgehenden 19. Jahrhunderts gewesen war, warfen Hauptmann Verrat an seinen Wurzeln vor, da das Drama nicht mehr die oppositionelle Position früherer Werke besaß. Vielmehr entwickelte sich Hauptmann mit Der arme Heinrich mehr in Richtung eines Dichters für das wilhelminische Besitz- und Bildungsbürgertum. Auch künftig sollten seine Werke wenig Kritisches enthalten. Damit traf er „die Erwartungen eines Publikums, dem nicht mehr an der ungenehm-bedrohlichen Thematisierung und Problematisierung aktuellen Geschehens gelegen war.“ 1905 wurde ihm unter anderem für Der arme Heinrich zum dritten Mal der Grillparzer-Preis verliehen.

## Hörspiele
- 1929: Der arme Heinrich. Eine deutsche Sage – Bearbeitung und Regie: Joachim von Ostau, mit Eugen Klöpfer (Heinrich von der Aue), Fritz Reiss (Hartmann), Ernst Stahl-Nachbaur (Pater Benedikt), Ludwig Jubelski (Pastor Gottfried), Frigga Braut (Brigitte), Ilse Baerwald (Ottegebe) und Ferdinand Hart (Ottacker), Produzent: Funk-Stunde Berlin, Sendeplatz: Programm der aktuellen Abteilung: Berliner Theater. 1. Deutsches Volkstheater
- 1949: Der arme Heinrich – Regie: Wilhelm Semmelroth, mit Horst Caspar (Heinrich von Aue), Kurt Lieck (Hartmann von Aue), Gerhard Geisler (Pächter Gottfried), Emmy Graetz (Brigitte), Antje Weisgerber (Ottegebe); Produzent: NWDR Köln
- 1958: Der arme Heinrich – Regie und Darsteller wie oben; Produzent: WDR

## Ausgaben
- Gerhart Hauptmann: Der arme Heinrich, Frankfurt a. M. 1961, ISBN 3-15-008642-6
- Gerhart Hauptmann: Der arme Heinrich. Eine deutsche Sage. Mit Buchschmuck von Heinrich Vogeler. S. Fischer, Berlin 1902 (Digitalisat im Internet Archive)